# Графство Делменхорст
Графството Делменхорст (на немски: Grafschaft Delmenhorst) е територия на Свещената Римска империя около град Делменхорст, от 1946 г. в Долна Саксония.

## История
Резиденцията е замък Делменхорст, построен от графовете на Олденбург, писмено споменат за първи път през 1254 г.
Около Делменхорст се създава собствено графство. Първият граф е Ото I от старата линия на графовете на Олденбург-Делменхорст, която съществува от 1281 до 1447 г. През 1414 г. граф Ото IV залага графството на епископия Бремен. Последният граф от тази линия е Николаус фон Олденбург-Делменхорст († 8 декември 1447), който през 1421 г. е избран за архиепископ на Бремен, през 1426 г. след битката при Детерн (от 27 септември 1426) против източните фризи, той е пленен и трябва през 1436 г. да напусне като архиепископ. След неговата смърт Делменхорст е обединен с Графство Олденбург.
От 1440 до 1482 г. владетел на Делменхорст е граф Герхард Смели (1430 – 1500). През 1448 г. брат му граф Христиан фон Олденбург и Делменхорст (1426 – 1481) става крал на Дания. След управлението на Герхард Смели през 1482 г. градът е под владението на Мюнстер.
Граф Мориц IV (1428 – 1464) основава една средна линия, която съществува само от 1463 до 1464 г. През 1476 г. епископ Хайнрих III от Мюнстер (Хайнрих XXVII фон Шварцбург, 1440 – 1496) получава правата за Делменхорст и го завладява през 1482 г. Княжеският манастир Мюнстер държи Делменхорст до 1538 г. През 1547 г. граф Антон I фон Олденбург (1505 – 1573) завладява отново Делменхорст.
През 1577 г. граф Антон II (1550 – 1619) основава една млада линия Олденбург-Делменхорст. След смъртта на неговия син Христиан IX през 1647 г. Делменхорст отива обратно към Олденбург до 1667 г.
Територията е с площ от ок. 12 кв. майли. С Олденбург отива през 1667 г. към Дания. Между 1711 и 1731 г. графството е заложено на Курфюрство Хановер. През 1774 г. е към Холщайн-Готорп. Собственик става княз-епископ Фридрих Август фон Холщайн-Готорп (1711 – 1785). Император Йозеф II преобразува Олденбург и Делменхорст в херцогство. В края на 1810 г. херцогството е към Първата френска империя.
През 1815 г. се създава Велико херцогство Олденбург от Херцогство Олденбург, Княжество Любек, Графство Делменхорст, Господство Йевер със столица град Олденбург и се управлява до 1918 г. от велик херцог от династията Дом Олденбург.